# Kwalifikacyjne turnieje interkontynentalne w piłce siatkowej mężczyzn do Letnich Igrzysk Olimpijskich 1996
Turnieje interkontynentalne do Letnich Igrzysk Olimpijskich w Atlancie odbyły się w dniach 3-5 maja 1996, w trzech miastach:
- Espinho,
- Monachium,
- Patras.

## System rozgrywek
- W zawodach brało udział 12 zespołów.
- Zespoły zostały podzielone na 3, 4-drużynowe grupy.
- W grupach mecze rozegrane zostały systemem "każdy z każdym".
- Na igrzyska olimpijskie awansowali zwycięzcy grup.

## Drużyny uczestniczące
- Gospodarze:
  -  Portugalia
  -  Niemcy
  -  Grecja
- Azja, Australia i Oceania:
  -  Chiny
  -  Japonia
  -  Australia
- Europa:
  -  Bułgaria
  -  Jugosławia
  -  Polska
  -  Hiszpania
- Ameryka Północna:
  -  Kanada
- Ameryka Południowa:
  -  Wenezuela

## I Światowy Turniej Kwalifikacyjny -Espinho
Tabela
| Lp. | Drużyna    | Pkt | Mecze | Mecze | Mecze | Sety | Sety | Sety  | Małe punkty | Małe punkty | Małe punkty |
| Lp. | Drużyna    | Pkt | M     | W     | P     | wyg. | prz. | ratio | zdob.       | str.        | ratio       |
| --- | ---------- | --- | ----- | ----- | ----- | ---- | ---- | ----- | ----------- | ----------- | ----------- |
| 1   | Bułgaria   | 6   | 3     | 3     | 0     | 9    | 0    | MAX   | 0           | 0           | MAX         |
| 2   | Portugalia | 5   | 3     | 2     | 1     | 6    | 5    | 1.200 | 0           | 0           | MAX         |
| 3   | Kanada     | 4   | 3     | 1     | 2     | 4    | 8    | 0.500 | 0           | 0           | MAX         |
| 4   | Wenezuela  | 3   | 3     | 0     | 3     | 3    | 9    | 0.333 | 0           | 0           | MAX         |

Źródło: todor66.com
Punktacja: zwycięstwo – 2 pkt; porażka – 1 pkt
Zasady ustalania kolejności: 1. liczba punktów; 2. stosunek setów; 3. stosunek małych punktów; 4. bilans w bezpośrednich meczach
| 03.05.1996 | Portugalia | 3:1 (15:9, 15:9, 11:15, 15:7) | Wenezuela |

| 03.05.1996 | Bułgaria | 3:0 (15:7, 15:9, 15:13) | Kanada |

| 04.05.1996 | Bułgaria | 3:0 | Wenezuela |

| 04.05.1996 | Portugalia | 3:1 | Kanada |

| 05.05.1996 | Kanada | 3:2 | Wenezuela |

| 05.05.1996 | Bułgaria | 3:0 (17:15, 15:7, 15:11) | Portugalia |

## II Światowy Turniej Kwalifikacyjny -Monachium
Tabela
| Lp. | Drużyna    | Pkt | Mecze | Mecze | Mecze | Sety | Sety | Sety  | Małe punkty | Małe punkty | Małe punkty |
| Lp. | Drużyna    | Pkt | M     | W     | P     | wyg. | prz. | ratio | zdob.       | str.        | ratio       |
| --- | ---------- | --- | ----- | ----- | ----- | ---- | ---- | ----- | ----------- | ----------- | ----------- |
| 1   | Jugosławia | 6   | 3     | 3     | 0     | 9    | 0    | MAX   | 137         | 66          | 2.076       |
| 2   | Niemcy     | 5   | 3     | 2     | 1     | 6    | 3    | 2.000 | 118         | 89          | 1.326       |
| 3   | Chiny      | 4   | 3     | 1     | 2     | 3    | 6    | 0.500 | 87          | 122         | 0.713       |
| 4   | Australia  | 3   | 3     | 0     | 3     | 0    | 9    | 0.000 | 71          | 136         | 0.522       |

Źródło: todor66.com
Punktacja: zwycięstwo – 2 pkt; porażka – 1 pkt
Zasady ustalania kolejności: 1. liczba punktów; 2. stosunek setów; 3. stosunek małych punktów; 4. bilans w bezpośrednich meczach
Wyniki
| 03.05.1996 | Jugosławia | 3:0 (15:6, 15:2, 15:7) | Chiny |

| 03.05.1996 | Niemcy | 3:0 (15:7, 15:3, 15:6) | Australia |

| 04.05.1996 | Chiny | 3:0 (15:13, 16:14, 15:5) | Australia |

| 04.05.1996 | Jugosławia | 3:0 (17:15, 15:6, 15:7) | Niemcy |

| 05.05.1996 | Jugosławia | 3:0 (15:5, 15:5, 15:13) | Australia |

| 05.05.1996 | Niemcy | 3:0 (15:5, 15:13, 15:8) | Chiny |

## III Światowy Turniej Kwalifikacyjny -Patras
Tabela
| Lp. | Drużyna   | Pkt | Mecze | Mecze | Mecze | Sety | Sety | Sety  | Małe punkty | Małe punkty | Małe punkty |
| Lp. | Drużyna   | Pkt | M     | W     | P     | wyg. | prz. | ratio | zdob.       | str.        | ratio       |
| --- | --------- | --- | ----- | ----- | ----- | ---- | ---- | ----- | ----------- | ----------- | ----------- |
| 1   | Polska    | 6   | 3     | 3     | 0     | 9    | 4    | 2.250 | 172         | 155         | 1.110       |
| 2   | Grecja    | 4   | 3     | 1     | 2     | 7    | 7    | 1.000 | 179         | 176         | 1.017       |
| 3   | Japonia   | 4   | 3     | 1     | 2     | 6    | 8    | 0.750 | 175         | 187         | 0.936       |
| 4   | Hiszpania | 4   | 3     | 1     | 2     | 5    | 8    | 0.625 | 193         | 181         | 1.066       |

Źródło: todor66.com
Punktacja: zwycięstwo – 2 pkt; porażka – 1 pkt
Zasady ustalania kolejności: 1. liczba punktów; 2. stosunek setów; 3. stosunek małych punktów; 4. bilans w bezpośrednich meczach
Wyniki
| 03.05.1996 | Hiszpania | 3:2 (15:8, 15:12, 14:16, 10:15, 15:8) | Japonia |

| 03.05.1996 | Polska | 3:2 (10:15, 15:11, 5:15, 15:5, 16:14) | Grecja |

| 04.05.1996 | Polska | 3:1 (15:10, 15:6, 9:15, 15:12) | Hiszpania |

| 04.05.1996 | Japonia | 3:2 (15:13, 15:7, 12:15, 7:15, 15:11) | Grecja |

| 05.05.1996 | Polska | 3:1 (15:13, 11:15, 15:10, 16:14) | Japonia |

| 05.05.1996 | Grecja | 3:1 (15:12, 13:15, 15:13, 15:11) | Hiszpania |